# Giovanni Pellielo
Giovanni Pellielo, född 11 januari 1970 i Vercelli, är en italiensk sportskytt.
Pellielo blev olympisk silvermedaljör i trap vid sommarspelen 2004 i Aten.